# Гармонд з Пікіньї
Гармонд з Пікіньї (фр. Garmond, Gormond, Germond de Picquigny; народився в другій половині XI ст., Французьке королівство, помер у 1128, Сідон, Єрусалимське королівство), також відомий як Вармунд з Пікіньї (фр. Warmund de Picquigny, лат. Warmundus) — 3-й латинський патріарх Єрусалиму в 1118—1128 роках. У 1120 році Гармонд разом з королем Єрусалиму Балдуїном II скликав Собор в Наблусі. У 1123 році уклав з  дожем Венеції Доменіко Мікеле договір між Єрусалимом та Венеційською республікою, який носить його ім'я — Pactum Warmundi (від його імені латиною Warmundus).

## Біографія
Гармонд був сином іншого Гармонда (Вармунда), сеньйора Пікіньї в Пікардії та його дружини Аделі. Його брат Есташ був першим відамом Ам'єнським.
Наприкінці 1118 року, невдовзі після смерті Арнульфа Шокського, Гармонд був обраний замість нього Патріархом Єрусалиму. Він був вірним соратником короля Балдуїна II.
У 1120 році разом з Балдуїном II, королем Єрусалиму, Гармонд скликав Собор в Наблусі. Канони собору слугували свого роду конкордатом між церквою Утремера і державами хрестоносців. Перший канон містив обіцянку Балдуїна виплачувати патріарху відповідні церковні десятини, а саме ті, що належать йому в королівських маєтках в Єрусалимі, Наблусі та Акрі. У другому каноні Балдуїн просить простити йому десятини за попередні періоди, коли він не сплачував її церкві і Гармонд звільняє його від цих зобов'язань в третьому каноні. Приблизно в цей же час до Гармонда звернулася група з дев'яти християнських лицарів на чолі з Гуго де Пейн, Годфрідом де Сент-Омер та Андре де Монбар, які просили дозволу створити лицарське ополчення і обрати керівника, який би очолював їх у справах захисту королівства. Король Балдуїн II і Гармонд надали цим лицарям у використання храм Соломона, а Гуго де Пейн був обраний їхнім очільником. Гармонд доручив їм охороняти дороги від грабіжників та інших нападників, які регулярно грабували та вбивали паломників на шляху до Єрусалиму. Лицарі здійснювали цей обовязок протягом дев'яти років до Собору в Труа в 1129 році, коли їм було надано санкціонований Церквою статус духовно-лицарського ордену —  Ордену бідних лицарів Храму Соломонового, який скорочено стали називати Орденом Тамплієрів.
Десь приблизно у 1119—1125 роках разом із Герардом, пріором Храму Гробу Господнього, Гармонд написав важливого листа Дієго Жельміресу, архієпископу Сантьяго-де-Компостела, де скаржились на багаторічні неврожаї та постійні загрози з боку ворогів. В листі вони просили Дієго надати допомогу з їжею, грошами і військами задля збереження Єрусалимського королівства.
18 квітня 1123 року Белек-Газі, артукідський правитель Алеппо, захопив короля Балдуїна II в полон і ув'язнений у Харпуті. Патріарх Гармонд скликав раду, яка обрала Есташа Граньє констеблем і бальї для управління королівством, але Греньє помер 15 травня або червня цього року. Рада знову зібралася і призначила на обидві посади Вільгельма Беріса.
У 1123 році, під час Венеційського хрестового походу, Гармонд домовився з дожем Доменіко Мікеле про укладення союзу між Єрусалимом та Венеційською республікою. Ці домовленості були закріплені в договорі, який носить його ім'я — Pactum Warmundi (від його імені латиною Warmundus) і почались реалізовуватись під час венеційського хрестового походу. У 1124 році Гармонд був призначений верховним головнокомандувачем військ хрестоносців, які разом з венеційським флотом взяли в облогу Тір, оскільки вважалося, що він має більший авторитет, ніж будь-який інший командувач. 
У 1128 році він взяв в облогу Бельгасем, який був окупований розбійниками. Однак під час облоги Гармонд серйозно захворів і був доставлений у Сідон, де й помер у липні 1128 року .

## Подальше читання
- William of Tyre (1824). Histoire des Croisades (фр.). Т. 2. Paris: Brière.